# Långtjärnen (Råneå socken, Norrbotten, 735128-176799)
Långtjärnen är en sjö i Bodens kommun i Norrbotten och ingår i Råneälvens huvudavrinningsområde.